# I liga słowacka w piłce nożnej (2025/2026)
Ten artykuł dotyczy trwającego lub niedawnego wydarzenia sportowego. Informacje w nim zamieszczone mogą się zmienić lub zdezaktualizować wraz z postępem zdarzenia. Początkowe doniesienia, wyniki lub statystyki mogą być niepewne. Ostatnie aktualizacje do tego artykułu mogą nie odzwierciedlać najbardziej aktualnych informacji.
1. slovenská futbalová liga (2025/2026) (znana jako Niké liga ze względów sponsorskich) – 33. edycja najwyższej klasy rozgrywkowej piłki nożnej na Słowacji.
Bierze w niej udział 12 drużyn, które w okresie od 26 lipca 2025 do maja 2026 rozegrają w dwóch fazach 32 kolejki meczów.
Sezon zakończą baraże o miejsce w przyszłym sezonie w Niké liga oraz Lidze Konferencji Europy.
Tytuł mistrzowski broni drużyna Slovan Bratysława.

## Drużyny
| Uczestnicy poprzedniej edycji                                                                                 | Uczestnicy poprzedniej edycji | Uczestnicy poprzedniej edycji | Uczestnicy poprzedniej edycji |
| --- | ----------------------------- | ----------------------------- | ----------------------------- |
| SLB | Slovan Bratysława             | 1                             |                               |
| ŻYL | MŠK Žilina                    | 2                             |                               |
| STN | Spartak Trnawa                | 3                             |                               |
| DDS | DAC Dunajská Streda           | 4                             |                               |
| KOS | FC Košice                     | 5                             |                               |
| ŽPO | FK Železiarne Podbrezová      | 6                             |                               |
| ZMI | Zemplín Michalovce            | 7                             |                               |
| KOM | Komárno                       | 8                             |                               |
| SKA | Skalica                       | 9                             |                               |
| RUŻ | MFK Ružomberok                | 10                            |                               |
| po barażach                                                                                                   |                               |                               |                               |
| TRE | AS Trenczyn                   | 11                            |                               |
| Awans z 2. ligi                                                                                               |                               |                               |                               |
| TPR | Tatran Preszów                | 1                             |                               |
| Oznaczenia: - kolumna pierwsza – skróty nazw drużyn, - kolumna trzecia – miejsce zajęte w poprzednim sezonie. |                               |                               |                               |

## Faza zasadnicza
| Lp. | Drużyna               | M | Z | R | P | B+ | B– | +/– | Pkt | Kwalifikacja      |  | TRN | TRE | SLO | ŽIL | ZMI | POD | DAC | SKA | TAT | KOŠ | KOM | RUŽ |
| --- | --------------------- | - | - | - | - | -- | -- | --- | --- | ----------------- |  | --- | --- | --- | --- | --- | --- | --- | --- | --- | --- | --- | --- |
| 1   | Spartak Trnawa        | 3 | 3 | 0 | 0 | 5  | 0  | +5  | 9   | grupa mistrzowska |  |     |     |     |     |     |     |     |     | 1–0 |     |     | 3–0 |
| 2   | Trenčín               | 4 | 3 | 0 | 1 | 5  | 3  | +2  | 9   | grupa mistrzowska |  | 0–1 |     |     | 2–1 |     |     |     |     |     |     |     |     |
| 3   | Slovan Bratislava     | 3 | 2 | 1 | 0 | 7  | 3  | +4  | 7   | grupa mistrzowska |  |     |     |     |     |     | 4–1 |     | 1–0 |     |     |     |     |
| 4   | Žilina                | 4 | 2 | 1 | 1 | 6  | 4  | +2  | 7   | grupa mistrzowska |  |     |     |     |     |     |     |     |     | 1–0 |     |     |     |
| 5   | Zemplín Michalovce    | 4 | 2 | 1 | 1 | 7  | 6  | +1  | 7   | grupa mistrzowska |  |     |     |     | 2–4 |     |     |     |     |     |     | 3–1 |     |
| 6   | Železiarne Podbrezová | 4 | 2 | 1 | 1 | 8  | 8  | 0   | 7   | grupa mistrzowska |  |     |     |     |     |     |     |     |     |     | 3–1 |     |     |
| 7   | DAC Dunajská Streda   | 3 | 1 | 2 | 0 | 3  | 1  | +2  | 5   | grupa spadkowa    |  |     |     |     |     | 1–1 |     |     |     |     |     | 2–1 | 2–0 |
| 8   | Skalica               | 4 | 1 | 2 | 1 | 5  | 4  | +1  | 5   | grupa spadkowa    |  |     |     |     | 0–0 |     | 2–2 |     |     |     |     |     |     |
| 9   | Tatran Preszów        | 4 | 0 | 2 | 2 | 2  | 4  | −2  | 2   | grupa spadkowa    |  |     |     | 2–2 |     |     |     | 0–0 |     |     |     |     |     |
| 10  | Košice                | 2 | 0 | 0 | 2 | 1  | 4  | −3  | 0   | grupa spadkowa    |  |     | 0–1 |     |     |     |     |     |     |     |     |     |     |
| 11  | Komárno               | 3 | 0 | 0 | 3 | 3  | 7  | −4  | 0   | grupa spadkowa    |  |     | 1–2 |     |     |     |     |     |     |     |     |     |     |
| 12  | Ružomberok            | 4 | 0 | 0 | 4 | 1  | 9  | −8  | 0   | grupa spadkowa    |  |     |     |     |     | 0–1 |     |     | 1–3 |     |     |     |     |

## Najlepsi strzelcy
| Bramki | Strzelcy         | Drużyna               |
| ------ | ---------------- | --------------------- |
| 2      | Ben Cottrell     | Zemplín Michalovce    |
| 2      | Ousman Kujabi    | Železiarne Podbrezová |
| 2      | Gytis Paulauskas | Zemplín Michalovce    |

Stan na 2025-08-12. Źródło: .

## Stadiony
| AS Trenčín        |
| ----------------- |
| Štadión na Sihoti |
| 10 000            |
|                   |

| DAC 1904 Dunajská Streda |
| ------------------------ |
| MOL Aréna                |
| 12 700                   |
|                          |

| Komárno         |
| --------------- |
| Štadión FC ViOn |
| 4008            |
|                 |

| FC Košice               |
| ----------------------- |
| Košická futbalová aréna |
| 12 555                  |
|                         |

| MFK Ružomberok       |
| -------------------- |
| Štadión pod Čebraťom |
| 4817                 |
|                      |

| MFK Skalica             |
| ----------------------- |
| Mestský štadión Skalica |
| 1500                    |
|                         |

| Slovan Bratysława |
| ----------------- |
| Tehelné pole      |
| 22 500            |
|                   |

| Spartak Trnawa              |
| --------------------------- |
| Štadión Antona Malatinského |
| 19 200                      |
|                             |

| Tatran Preszów      |
| ------------------- |
| Futbal Tatran Arena |
| 6500                |
| \|                  |

| MFK Zemplín Michalovce    |
| ------------------------- |
| Mestský futbalový štadión |
| 4440                      |
|                           |

| FK Železiarne Podbrezová |
| ------------------------ |
| ZELPO Aréna              |
| 4061                     |
|                          |

| MŠK Žilina         |
| ------------------ |
| Stadion pod Dubňom |
| 11 258             |
|                    |

Źródło: 